# Tristriata anatis
Tristriata anatis är en plattmaskart. Tristriata anatis ingår i släktet Tristriata och familjen Notocotylidae. Inga underarter finns listade i Catalogue of Life.